# Марк Пупиен Максим
Вижте пояснителната страница за други личности с името Пупиен.
Марк Пупиен Максим (на латински: Marcus Pupienus Maximus; * 140) е римски сенатор.
Той се жени Клодия Пулхра (* 145), дъщеря на Апий Клавдий Пулхер (* 120; суфектконсул 2 век) и съпругата му Секстия (* 120), дъщеря на Тит Секстий Африкан и Вибия. Клодия е сестра на Апия Ветурия Аврелия Коецива Сабинила (Appia Veturia Aurelia Coeciva Sabinilla; * 150), която е съпруга на Гай Октавий Светрий Прокул. Двамата имат един син император Пупиен (Марк Клодий Пупиен Максим).
Според Historia Augusta той е ковач.